# Willem van der Leegte
Willem van der Leegte is sinds 2016 president en CEO van het familiebedrijf VDL Groep, een maakbedrijf met hoofdkwartier in Eindhoven in Nederland.
Willem van der Leegte is de oudste kleinzoon van Pieter van der Leegte senior die in 1953 Metaalindustrie en Constructiewerkplaats P. van der Leegte oprichtte, waaruit de VDL Groep ontstond. Pieter van der Leegte werd opgevolgd door zoon Wim van der Leegte. 
Als twintiger begon Willem van der Leegte bij VD Leegte Metaal, een onderdeel van VDL. Daarna ging hij als CEO aan de slag bij VDL Bus & Coach. Hij kwam terecht in het directieteam van VDL, samen met zijn halfbroer Pieter, en werd in 2016 op 36-jarige leeftijd president van VDL.
Een van de zwaarste dossiers in de eerste jaren van zijn leiderschap was de zoektocht naar oplossingen en afbouw van tewerkstelling bij dochterbedrijf VDL NedCar.
Hij is getrouwd met Alexia van der Leegte-van Engelen.